# Formula di Flesch
La formula di Flesch serve a misurare la leggibilità di un testo in inglese. 
Viene correntemente indicata anche con il nome formula di Flesch–Kincaid (F-K), dal nome degli studiosi Rudolf Flesch e J. Peter Kinkaid che la dedussero empiricamente negli anni 70 nel corso di una indagine sviluppata per la Marina degli Stati Uniti sul livello medio di istruzione.
Il modo di calcolare questo indice è il seguente:
{\displaystyle F=206,835-(84,6*S)-(1,015*P)}
dove
- {\displaystyle F} è la leggibilità;
- {\displaystyle S} è il numero medio di sillabe per parola;
- {\displaystyle P} il numero medio di parole per frase.

Più questo indice è alto, più il testo risulta semplice da leggere. La leggibilità è alta se {\displaystyle F} è superiore a 60, media se è fra 50 e 60, bassa sotto 50. 
I risultati che legano la difficoltà di lettura al livello medio di istruzione, basandosi sull'esame di testi in lingua inglese, possono essere schematizzati nella seguente tabella , in cui i livelli di istruzione statunitensi sono stati commutati con quelli italiani.
| Indice       | Livello scolastico          | Note                                                                        |
| ------------ | --------------------------- | --------------------------------------------------------------------------- |
| 100.00-90.00 | Scuola primaria             | Molto semplice da leggere e facile da capire per un bambino di undici anni. |
| 90.0–80.0    | Secondaria di primo grado   | Facile da leggere. A livello di una conversazione semplice.                 |
| 80.0–70.0    | Secondaria di primo grado   | Abbastanza semplice.                                                        |
| 70.0–60.0    | Secondaria di secondo grado | Inglese di base. Facilmente compreso da ragazzi tra 13 e 15 anni.           |
| 60.0–50.0    | Secondaria di secondo grado | Abbastanza difficile da leggere.                                            |
| 50.0–30.0    | Università                  | Difficile da leggere.                                                       |
| 30.0–0.0     | Post laurea                 | Molto difficile da leggere. Compreso al meglio da laureati.                 |

Nel 1972 Roberto Vacca e Valerio Franchina la adattano alla lingua italiana:
{\displaystyle F=206-(0,65*S)-P}
Nel 1986 gli stessi autori ne propongono un'ulteriore modifica:
{\displaystyle F=217-(1,3*S)-(0,6*P)}
Secondo esperimenti condotti dal Gruppo universitario linguistico-pedagogico, la formulazione del 1972 risulta più attendibile.